# Teresa Ramos Arreola
Teresa Ramos Arreola (Ciudad de México; 23 de marzo de 1994)  una política mexicana que fue diputada local del  Congreso de la Ciudad de México, I Legislatura (2018-2021) por el Partido Verde Ecologista de México

## Primeros años
Licenciada en Derecho y maestra en Alta Dirección de Gobierno y Políticas Públicas, especializada en Comunicación y Marketing Político por la Universidad Ortega y Gasset.
Inició su vida profesional cuando tenía 15 años de edad trabajando en diversos medios de comunicación, como titular de noticieros durante 10 años. Trabajo en el Servicio de Administración Tributaria (SAT) como jefa de departamento. Ejerció el litigio fiscal, mercantil y penal de manera particular.

## Trayectoria política
En el 2015 fue invitada a colaborar como coordinadora de Imagen y Comunicación Social en la campaña para gobernador del Estado de Michoacán; posteriormente se integró a trabajar como coordinadora institucional en la Conferencia Permanente de Congresos Locales (COPECOL).
En el 2018 fue candidata a diputada local por el Distrito 8 de Tláhuac por el Partido Verde Ecologista de México, obteniendo la asignación de una curul en la I Legislatura del Congreso de la Ciudad de México por el principio de primera minoría, ya que obtuvo la mejor votación histórica de los 33 distritos locales del Partido Verde Ecologista de México en la Ciudad de México. 
Fue coordinadora del Grupo Parlamentario del Partido Verde Ecologista de México en el Congreso de la Ciudad de México, donde promovió la prohibición del plástico de un solo uso en la ciudad. Fue presidente de la Comisión de Preservación del Medio Ambiente, Protección Ecológica y Cambio Climático en el Congreso de la Ciudad de México
Es representante del poder legislativo en el Consejo General del Instituto Electoral de la Ciudad de México.